# Secret de la confession

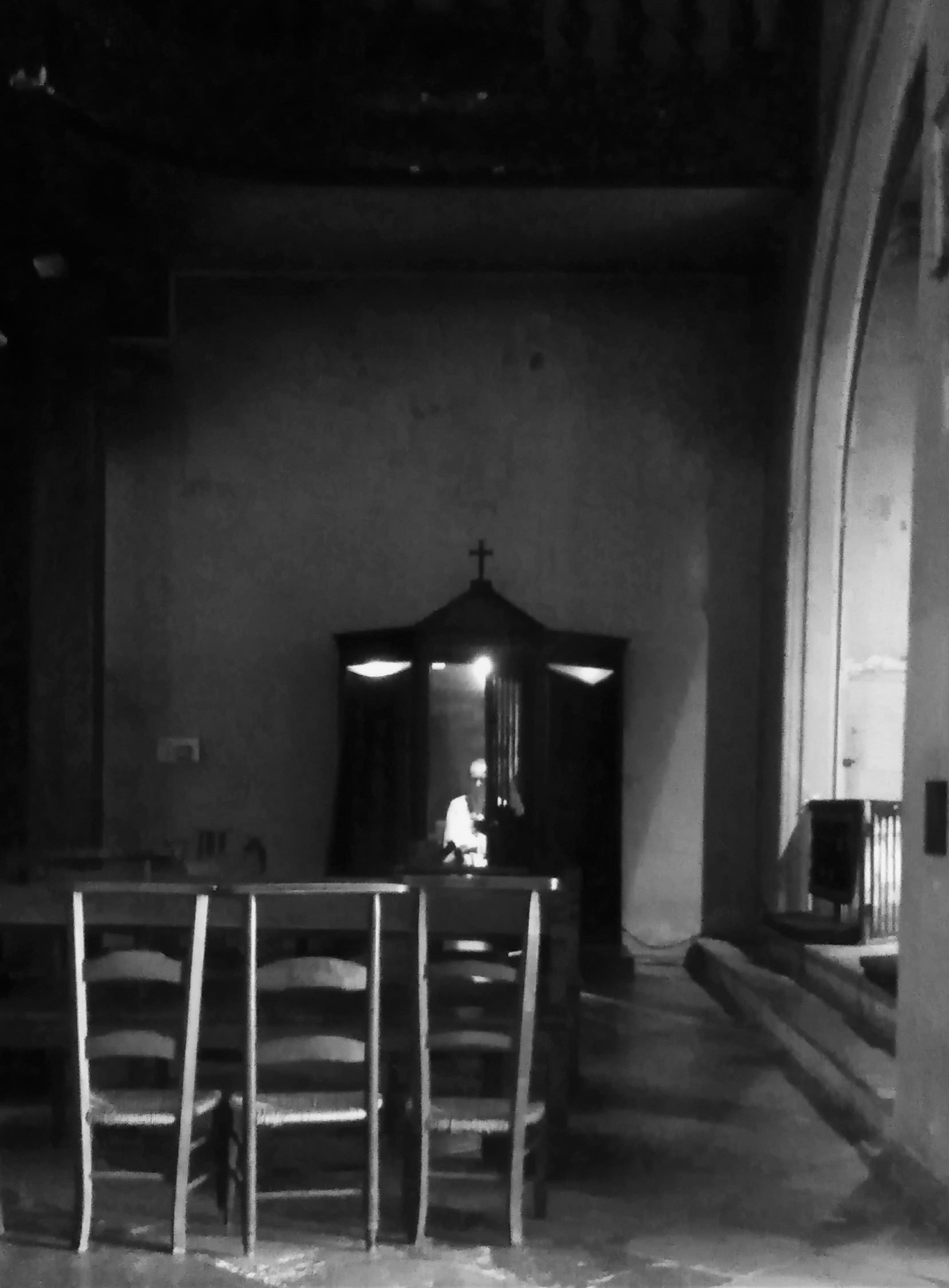
Prêtre en attente dans un confessionnal.

Le secret de la confession est le secret absolu imposé aux confesseurs (prêtres catholiques et orthodoxes, ministres du culte protestants, notamment luthériens et anglicans) sur ce qu'ils ont entendu en confession. Dans le catholicisme, tout manquement à l'obligation du « sceau sacramentel » est passible d'excommunication.

## Histoire
Le secret de la confession est « le secret absolu que le prêtre est tenu d'observer, sous peine d'excommunication, sur ce qu'il entend en confession ».

### Doctrine
La tradition de secret de la confession est déjà ancienne lorsqu'elle est formulée dans le Decretum Gratiani en 1151. Se référant aux conciles antérieurs, le décret indique : « Deponatur sacerdos qui peccata pœnitentis publicare præsumit » (« Le prêtre qui ose rendre publics les péchés du pénitent doit être déposé »). Il ajoute que ce prêtre doit être condamné à une vie d'errance et d'ignominie.
Le quatrième concile du Latran, en 1215, énonce l'obligation pour chaque fidèle de se confesser une fois par an. À cette occasion, le concile rappelle dans son canon 21 que : « [le prêtre] prendra grandement garde de ne jamais trahir le pécheur par un mot, un signe ou de quelque manière [...] ; car si quelqu'un osait révéler un péché qui lui a été découvert au tribunal de la pénitence, nous décrétons, non seulement qu'il doit être déposé du ministère sacerdotal, mais encore qu'il soit voué, à perpétuité, à faire pénitence dans un monastère de stricte observance. »
Trois raisons sont avancées par les auteurs pour justifier ce secret : la volonté divine dans l'institution du sacrement, la confiance des pénitents dans l'institution pénitentielle et la protection du confesseur.
La troisième partie de la Somme théologique de Thomas d'Aquin consacre un article au « sceau de la confession », qui ne peut être brisé qu'en une seule circonstance : il admet, dans son Commentaire sur les sentences de Pierre Lombard, qu'un pénitent puisse autoriser explicitement le confesseur à communiquer ses propos à un tiers. L'article précise que l'inviolabilité générale est due au caractère divin du sacrement et à la prévention du scandale. L'interdiction s'étend à toute personne susceptible d'avoir entendu les paroles du pénitent dans le confessionnal.

### Les Églises chrétiennes
La doctrine développée dans la Somme théologique est restée inchangée dans l'Église catholique. Elle est rappelée dans le Code de droit canonique de 1983, à l'article 983-1 : « Le secret sacramentel est inviolable ; c'est pourquoi il est absolument interdit au confesseur de trahir en quoi que ce soit un pénitent, par des paroles ou d'une autre manière, et pour quelque cause que ce soit. ». Les articles 983-2 et 1388-2, reprenant le principe exposé dans la Somme théologique, lient au secret tous ceux qui auraient surpris ou traduit les paroles du pénitent, sous peine de sanctions qui peuvent aller jusqu'à l'excommunication latæ sententiæ.
Luther a conservé de la tradition catholique le caractère sacré de la confession, tout comme la Communion anglicane. Même si cette optique connaît de nombreuses variations au sein de la Réforme protestante, il existe un consensus pour affirmer le secret pastoral : la confiance entre le pénitent et le ministre du culte doit être inviolable.

### Prêtres martyrs
Au cours de l'histoire, plusieurs prêtres ont été martyrisés pour avoir refusé de dévoiler des secrets reçus en confession. Parmi eux figurent :
- Jean Népomucène (1340-1393), confesseur de la reine Sophie de Bavière, probablement assassiné sur l'ordre du roi Wenceslas pour avoir refusé de trahir ses confessions. Il a été canonisé.
- Pedro Marieluz Garcés (1780-1825), exécuté sur ordre de José Ramón Rodil y Campillo, pour avoir refusé de livrer des conspirateurs[7]. Il a été canonisé.
- Andreas Faulhaber (de) (1713-1757), exécuté sur l'ordre de Frédéric II (roi de Prusse) pour avoir refusé de trahir le secret de la confession.
- Mateo Correa Magallanes, abattu d'une balle dans la tête en 1927 sur ordre du général Eulogio Ortiz (es), pour avoir refusé de révéler les confession de prisonniers cristeros. Il a été canonisé.
- Fernando Olmedo Reguera (en), condamné à mort par un tribunal populaire et exécuté en 1936 à Madrid[8]. Il a été béatifié.

## Cadre légal

### En France
En France, bien qu'aucune loi de la République ne l'indique explicitement, les propos tenus dans le cadre de la confession sont couverts par le secret professionnel, tel que reconnu par divers jurisprudences antérieures et postérieures à la loi de Séparation de l’Église et de l’État de 1905. Bien que le droit canon n'air aucune valeur légale en France, il est communément admis que le secret de la confession s'apparente à un secret professionnel soumis aux mêmes règles en la matière que celles des avocats et de professionnels de santé (l'article 226-13 du Code pénal se réfère à une "personne qui en est dépositaire soit par état ou par profession, soit en raison d'une fonction ou d'une mission temporaire").
Ainsi, la limite entre droits et devoirs du détenteur du secret est définie par la loi (voir articles du Code pénal 226-13 et 226-14): Un ministre du culte qui dévoilerait des propos tenus en confession (dès lors qu'il ne mettrait pas en péril une ou des personnes vulnérables, de moins de 15 ans par exemple, et particulièrement en matière d'abus sexuels) serait passible d'une condamnation, en application de l'article 226-13 (loi du 1er janvier 2002) du Code pénal. De même, s'il ne dénonçait pas des privations ou des sévices sur personne vulnérable tels que les mineurs, déficients mentaux ou psychiques et des femmes enceintes. Le non-respect de cette loi concernant les crimes de pédocriminalité implique qu'il serait passible d’une peine de prison et d’une amende, comme le confirment les articles 434-1 à 434-4 du Code pénal (modifié par la loi no 2018-703 du 3 août 2018),,. Il reste cependant au représentant du ministère public la faculté d'apprécier l'opportunité d'engager des poursuites, conformément à la règle posée à l’article 40 du Code de procédure pénale.
Interrogé sur Franceinfo, mercredi 6 octobre 2021, Éric de Moulins-Beaufort, archevêque de Reims, déclare : « Le secret de la confession s’impose à nous et il s’imposera… En ça, il est plus fort que les lois de la République […] parce qu’il ouvre un espace de parole libre qui se fait devant Dieu. » En défendant le principe général du maintien total du secret de la confession, il réaffirme une position déjà exprimée par une note de la Conférence des évêques de France, en date du 8 décembre 2020 et rapportée par la Ciase dans son Rapport d'enquête, page 458, laquelle indique au paragraphe §1329 qu'« Il n’est pas permis à un prêtre de faire usage de ce qu’il a entendu en confession et donc, il ne peut en aucun cas signaler aux autorités judiciaires un pénitent, que ce soit l’auteur, la victime ou le témoin. »
Par ailleurs, ce même texte, reprend un argument développé par Éric de Moulins-Beaufort lors de cette même interview, par lequel il distingue confession et confidence. Le paragraphe §1333 de la note du 8 décembre 2020, à la même page 458 du Rapport d'enquête de la Ciase sépare ce qui relève des paroles prononcés dans l'espace secret de la confession, consacré par le droit canonique et ce qui relève des paroles prononcées hors de ce cadre, sous le sceau de la confidence, à même d'être alors signalées aux autorités et relevant de la levée du secret professionnel consacré par le droit français. « Seule une libre initiative du pénitent lui-même (auteur ou victime) de ré-évoquer lors d’un entretien non sacramentel avec le confesseur tel ou tel fait peut permettre aux deux parties de ne plus être dans le cadre sacramentel. »
Cette contorsion, qui mettrait le secret du confessionnal à l'abri du Droit commun et le distinguerait d'un secret professionnel aboutit à une polémique dans laquelle le droit canonique serait de facto supérieur aux lois de la République.
Cette position est clairement divergente de l’une des recommandations exprimée dans le rapport de la Ciase, laquelle stipule à plusieurs endroits du résumé disponible  que les personnes qui reçoivent ces informations durant la confession ont le devoir de signaler les agressions aux autorités laïques,.

« Cela passe enfin par l’édiction par l’Église de directives précises aux confesseurs sur le secret de la confession qui ne peut pas permettre de déroger à l’obligation, prévue par le code pénal et conforme, selon la commission, à l’obligation de droit divin naturel de la protection de la vie et de la dignité de la personne, de signaler aux autorités compétentes les cas de violences sexuelles infligées à un mineur ou à une personne vulnérable. Il ne s’agit pas de remettre en cause le secret de la confession en tant que tel mais, seulement dans le champ des violences sexuelles sur mineurs, de rappeler la lettre et l’esprit de la loi de la République (articles 223-6, 226-14, 434-1 et 434-3 du code pénal) qui s’impose à tous sur le territoire de la République. »

— Page 22 et 23.

« Relayer, de la part des autorités de l’Église, un message clair indiquant aux confesseurs et aux fidèles que le secret de la confession ne peut déroger à l’obligation, prévue par le code pénal et conforme, selon la commission, à l’obligation de droit divin naturel de protection de la vie et de la dignité de la personne, de signaler aux autorités judiciaires et administratives les cas de violences sexuelles infligées à un mineur ou à une personne vulnérable. »

— Page 30, recommandation no 8.
Cette recommandation ne vient pas seule. En effet, selon l’anthropologue Laëtitia Atlani-Duault, membre de cette même Commission, il ressort des témoignages recueillis auprès des victimes que : « Et si vous me demandez l’exemple le plus courageux de cette prise en compte, dans nos recommandations, des témoignages qui nous ont été confiés, c’est sur le secret de la confession. Nous ne recommandons pas la levée générale du secret de la confession, mais sa levée systématique dans le cas précis des violences sexuelles sur mineurs et personnes vulnérables. Pour une raison simple, qui fait toute sa force : c’est la loi. »
Les réactions à la polémique ne se sont pas faites attendre, aux premières desquelles celles des victimes, mais aussi au plus haut niveau de l’État français.
À l'issue du Conseil des Ministres du 7 octobre 2021, Gabriel Attal, porte-parole du gouvernement a indiqué qu'il n'y avait « rien de plus fort que les lois de la République » en précisant qu'« il ne faut pas opposer le secret de la confession aux lois de la République, », confirmant ainsi la position de la commission Sauvé. « Le président de la République a demandé au ministre de l'Intérieur de recevoir le président de la Conférence des évêques de France pour que les choses soient claires. »
Le 7 octobre 2021, Le Ministre de l'Intérieur Gérald Darmanin, convoque Éric de Moulins-Beaufort le 12 octobre suivant afin qu'il s'explique sur ses propos, non sans avoir réaffirmé la primauté des lois de la République et déclaré : « Que l’on soit religieux ou non, on ne peut pas laisser des dizaines de milliers d’enfants rester dans le secret et ne pas pouvoir partager cette information, […] qui n’est pas comparable à toute autre confession. » Et d'insister : « On doit être délié, c’est la loi qui le dit d’ailleurs, du secret. […] La loi de la République s’impose aux lois des églises. C’est comme ça. C’est la République française. »
Le 8 octobre, sur LCI, en réaction aux propos de l'archevêque Éric de Moulins-Beaufort, le garde des Sceaux Éric Dupond-Moretti a précisé le cadre juridique du secret de la confession : « Si un prêtre reçoit dans le cadre de la confession, soit d'une victime, soit d'un auteur, la connaissance de l'existence de faits qui se déroulent […] alors il a l’impérieuse obligation de mettre un terme à ces faits » par les moyens de son choix. Au risque d'être condamné s'il ne le ferait pas : « Cela s'appelle non-empêchement de crime ou de délit. […] S'agissant du secret professionnel, il n'est pas absolu : si le prêtre reçoit la confidence de faits prescrits ou passés, alors il n'est pas tenu par le secret professionnel. »
En réponse aux premières réactions négatives, Éric de Moulins-Beaufort publie un premier message le soir du 6 octobre 2021, essayant de nuancer ses propos du matin : « Il ne faut pas opposer le secret de la confession aux lois de la République puisque celles-ci n'imposent pas sa levée », tout en réitérant l'essentiel de ses déclarations : « Prévoir une exception au secret serait contre-productif pour la protection des personnes victimes. »
Le lendemain 7 octobre 2021, à la suite du rendez-vous demandé par le Ministre de l'Intérieur et des Cultes Gerald Darmanin, Éric de Moulins-Beaufort publie un second communiqué par lequel il indique accepter l'invitation. Il répète sa position très légèrement nuancée de la veille au soir et ajoute : « [Le secret de la confession] n’est pas contraire au droit pénal français, comme le souligne la circulaire de la chancellerie du 11 août 2004 […] Le secret de la confession a toujours été respecté par la République française. »
Le 12 octobre 2021, à la suite de son entretien avec Éric de Moulins-Beaufort, le ministre de l'Intérieur et des Cultes Gérald Darmanin déclare à l'Assemblée nationale : « Je me suis permis de lui redire, comme je le dis à chacun des cultes, qu'il n'y a aucune loi supérieure aux lois de l'Assemblée nationale et du Sénat […] ni à celles de la République » ; et d'ajouter : « Le secret de la confession est depuis quasiment 200 ans dans notre droit, connu comme un secret professionnel, au même titre que les médecins ou les avocats. […] Il souffre cependant d’exceptions en ce qui concerne notamment les crimes commis pour des enfants de moins de 15 ans et qu’il est évident qu’il ne peut y avoir aucune sanction contre tout religieux ou toute personne qui a connaissance de faits d’abus sexuels contre des enfants et que ceux-ci doivent le porter pour la protection des enfants à la justice de notre pays. »
Dans un communiqué publié le même jour, l'archevêque de Reims revient sur son entretien avec le Ministre de l'Intérieur et des Cultes et déclare avoir évoqué avec lui « la formulation maladroite de sa réponse sur France Info » : « L’État a pour tâche d’organiser la vie sociale et de réguler l’ordre public. Pour nous chrétiens, la foi fait appel à la conscience de chacun, elle appelle à chercher le bien sans relâche, ce qui ne peut se faire sans respecter les lois de son pays. L’ampleur des violences et agressions sexuelles sur mineurs révélées par le rapport de la CIASE impose à l’Église de relire ses pratiques à la lumière de cette réalité. Un travail est donc nécessaire pour concilier la nature de la confession et la nécessité de protéger les enfants. […] Les évêques de France réunis en assemblée plénière, du 3 au 8 novembre 2021, travailleront ensemble, à partir du rapport de la CIASE et de ses 45 recommandations, sur les mesures et réformes à poursuivre et à entreprendre, en étroite communion avec l’Église universelle. »
Pour rappel, la recommandation no 8 du Rapport de la Ciase préconise de : « Relayer, de la part des autorités de l’Église, un message clair indiquant aux confesseurs et aux fidèles que le secret de la confession ne peut déroger à l’obligation, prévue par le code pénal et conforme, selon la commission, à l’obligation de droit divin naturel de protection de la vie et de la dignité de la personne, de signaler aux autorités judiciaires et administratives les cas de violences sexuelles infligées à un mineur ou à une personne vulnérable. »
Il faut cependant noter qu'à ce jour aucune jurisprudence française n'articule aussi directement cette problématique. En effet, les seules jurisprudences connues concernant le secret de la confession n'ont pas trait directement aux crimes d'abus sexuels sur mineurs. Dans d'autres cas d'affaires jugées d'abus sexuels sur mineurs, les circonstances qui pouvaient conduire à la dénonciation de tels crimes par des hommes d’Église n'avaient pas trait au secret de la confession. Des exemples sont cités dans Un article, publié dans Le Monde en date du 8 octobre 2021 qui, par ailleurs décrypte toute la complexité que pose en droit le cas précis du secret professionnel attaché à la confession. Il en est de même avec La circulaire relative au secret professionnel des ministres du culte et aux perquisitions et saisies dans les lieux de culte de la chancellerie du 11 août 2004, laquelle souligne clairement qu'il existe une faculté (et non une obligation) pour les ministres du culte de dénoncer des crimes d'abus sexuels et mise en danger de personnes vulnérables sans être poursuivi au motif de la levée du secret (puisque la loi prévoit bien des exceptions en la matière).
Afin de lutter contre les abus sexuels dans l'église, annonce est faite d'un protocole signé mercredi 22 juin 2022 entre l'Evêché de Nîmes et les parquets de Nîmes et d'Alès dans le Gard. Celui-ci prévoit que l'autorité religieuse signale les "faits de nature sexuelle commis sur des mineurs ou des majeurs vulnérables par un membre du clergé de l’Église catholique ou par des séminaristes religieux, par des laïcs, ou par du personnel salarié ou bénévole travaillant au sein d’un établissement relevant de l’Église catholique ou de l’enseignement privé catholique.". Éric Maurel, procureur de la République de Nîmes ajoute que : "C'est l'évêque qui est venu au contact de la justice pour proposer ce protocole et nous avons répondu de manière positive. Il est intéressant que nous puissions travailler en réseau, qu'il n'y ait nulle part de zones d'ombres, de monde du silence. Cette volonté de l'Église catholique de s'ouvrir aux institutions de la République et de travailler ensemble à la prévention, au traitement et la répression des abus sexuels est tout à fait positive".
Cet accord préfigure la volonté du pape François, qui, sans intention de lever le secret de la confession, annonce dans une lettre apostolique publiée le 20 aout 2018 plusieurs mesures fortes visant à enrayer la culture du secret autour de la pédophilie, des abus sexuels et du harcèlement qui règnent au sein de l'Église catholique : « Nous voulons aujourd’hui que la solidarité, entendue dans son acception plus profonde et exigeante, caractérise notre façon de bâtir le présent et l’avenir, en un espace où les conflits, les tensions et surtout les victimes de tout type d’abus puissent trouver une main tendue qui les protège et les sauve de leur douleur. Cette solidarité à son tour exige de nous que nous dénoncions tout ce qui met en péril l’intégrité de toute personne. Solidarité qui demande de lutter contre tout type de corruption, spécialement la corruption spirituelle, « car il s’agit d’un aveuglement confortable et autosuffisant où tout finit par sembler licite : la tromperie, la calomnie, l’égoïsme et d’autres formes subtiles d’autoréférentialité, puisque “Satan lui-même se déguise en ange de lumière” (2 Co 11, 14) ». L’appel de saint Paul à souffrir avec celui qui souffre est le meilleur remède contre toute volonté de continuer à reproduire entre nous les paroles de Caïn : « Est-ce que je suis, moi, le gardien de mon frère ? » (Gn 4, 9). »

### En Belgique
À la suite de la condamnation d'Alexander Stroobandt, prêtre catholique à une peine d’un mois de prison avec sursis par le tribunal de Bruges pour non-assistance à personne en danger (un homme lui avait fait part de son intention de se suicider au téléphone), la Conférence épiscopale de Belgique rappelle les règles de base en matière de secret professionnel et celles concernant le secret de la confession en rappelant les règles du code de droit canonique. Cependant l'article 458bis du Code pénal belge édicte que toute personne qui, par état ou par profession, est dépositaire de secrets doit informer le procureur du Roi « lorsqu’il existe un danger grave et imminent pour l’intégrité physique ou mentale du mineur ou de la personne vulnérable visée, et qu’elle n’est pas en mesure, seule ou avec l’aide de tiers, de protéger cette intégrité, soit lorsqu’il y a des indices d’un danger sérieux et réel que d’autres mineurs ou personnes vulnérables visées soient victimes des infractions prévues aux articles précités et qu’elle n’est pas en mesure, seule ou avec l’aide de tiers, de protéger cette intégrité. ».

## Dans la culture

### Au cinéma

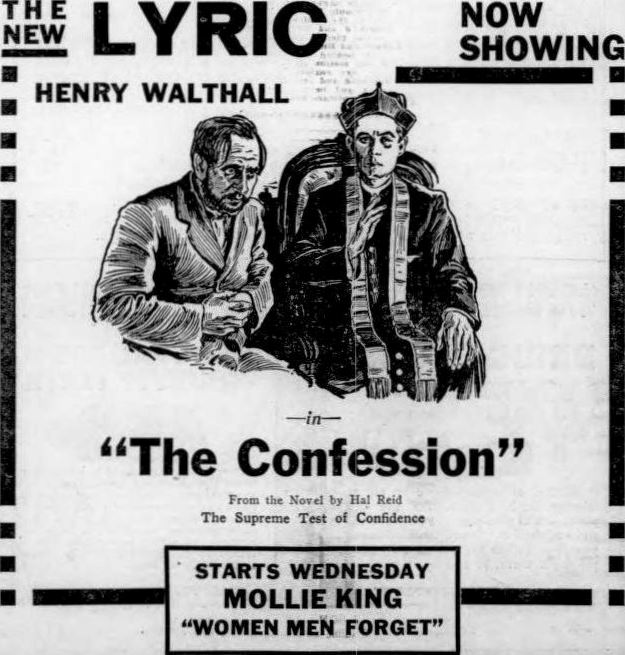
Affiche du film américain La Confession (1920)

- The Confession, film américain de Bertram Bracken sorti en 1920[27].
- La Confession tragique (L'abito nero da sposa), film italien réalisé par Luigi Zampa.
- L'Auberge rouge de Claude Autant-Lara est un film français sorti en 1951. Bien qu'inspiré d'un fait divers réel, le film s'articule autour du personnage du moine joué par l'acteur Fernandel qui reçoit la confession privée de l'épouse d'un aubergiste, coupables (ainsi que leur employé) d'avoir assassiné de nombreux clients de leur auberges. Le moine fera cependant tout pour que les nouveaux clients arrivés par la dernière diligence soient sauvés mais ce sera peine perdue.
- La Loi du silence (I Confess), film américain réalisé par Alfred Hitchcock (1953). Le film, entièrement tourné dans la ville de Québec, retrace le tourment d'un prêtre catholique qui reçoit la confession d'un meurtrier, lequel a commis un meurtre déguisé en prêtre et qui finira par ce subterfuge par rendre ce prêtre suspect auprès de la police mais ce dernier ne trahira pas le secret de la confession.
- Absolution (en), film américain réalisé par Anthony Page et sorti en 1978[28].
- Le Confessionnal, film de de Robert Lepage (1995) qui se réfère à La Loi du silence.
- La Confession, film dramatique français réalisé par Nicolas Boukhrief et sorti en 2016

### À La télévision
- La Loi de Simon (2016) est un téléfilm policier de Didier Le Pêcheur.

De nombreux épisodes de séries télévisées françaises et étrangères, souvent de nature policière, évoquent le secret de la confession :
- Le Secret de la confession (Die zweite Kugel) est le premier épisode de la saison 23 de la série télévisée allemande Inspecteur Derrick (1996).
- Le Secret de la confession (Glued) est le douzième épisode de la saison 1 de la série américaine Cold Case : Affaires classées (2003 - 2004).
- Le Secret de la confession (Seal of the Confessional) est le deuxième épisode de la série Arabesque (1995 - 1996).
- Le Secret de la confession (Priester in Gefahr) est le troisième épisode de la série Rex, chien flic (1999).

### Dans la littérature
Dans le premier roman de Guy de Maupassant, paru d'abord en feuilleton en 1883 dans Gil Blas, puis en livre la même année sous le titre Une vie (L'Humble Vérité) puis sous le simple titre Une vie, un abbé passe outre et viole le secret de la confession.